# Statek komediantów (film 1936)
Statek komediantów (Show Boat) – amerykański musical filmowy z 1936 roku.
Film jest drugą z kolei filmową adaptacją brodwayowskiego musicalu scenicznego "Show Boat", będącego z kolei adaptacją powieści Edny Ferber.

## Obsada
- Hattie McDaniel - Queenie
- Irene Dunne - Magnolia Hawks
- J. Farrell MacDonald - Windy McClain
- Allan Jones - Gaylord Ravenal
- Charles Winninger - Kapitan Andy Hawks
- Paul Robeson - Joe
- Helen Morgan - Julie LaVerne
- Helen Westley - Parthy Hawks
- Queenie Smith - Ellie May Shipley
- Sammy White - Frank Schultz
- Donald Cook - Steve Baker
- Francis X. Mahoney - Rubber Face Smith

i inni. 